# Russische antihomopropagandawet
De Russische wet tegen "propaganda van niet-traditionele seksuele relaties" voor minderjarigen, in Nederlandstalige media bekend als de Russische antihomopropagandawet of antihomowet., werd in 2013 aangenomen.
Op 11 juni van dat jaar keurde de Staatsdoema wetsvoorstel № 135-FZ goed – Het amendement op Artikel 5 van de federale wet "Tot bescherming van kinderen tegen informatie die schadelijk is voor hun gezondheid en ontwikkeling en andere wetten in de Russische Federatie met als doel het beschermen van kinderen tegen informatie die de ontkenning van traditionele familiewaarden propageert". Deze federale wet werd ondertekend door president Vladimir Poetin op 29 juni 2013.
Op de invoering van de wet werd verontwaardigd gereageerd in het Westen en er vonden grote demonstraties plaats in een reeks aan Europese steden.

## Regionale antihomopropagandawetten
Tussen 2006 en 2013, voorafgaand aan de federale antihomopropagandawet, werden er al soortgelijke wetten ingevoerd in verschillende Russische regio’s met als doel evenementen te verhinderen die acceptatie van homorechten wilden bevorderen. In de regio Rjazan was dit het geval in maart 2006, in Archangelsk in september 2011, in Kostroma in februari 2012; in Sint-Petersburg in maart 2012, in Magadan en Novosibirsk in juni 2012, in Krasnodar, Basjkirostan en Samara in juli 2012, in Vladimir in november 2012 en in Kaliningrad in januari 2013.
De regionale wetten varieerden in bewoording maar hadden allemaal als doel om 'homoseksuele propaganda' te verbieden en bekeuringen op te leggen.

## Inhoud en gevolgen

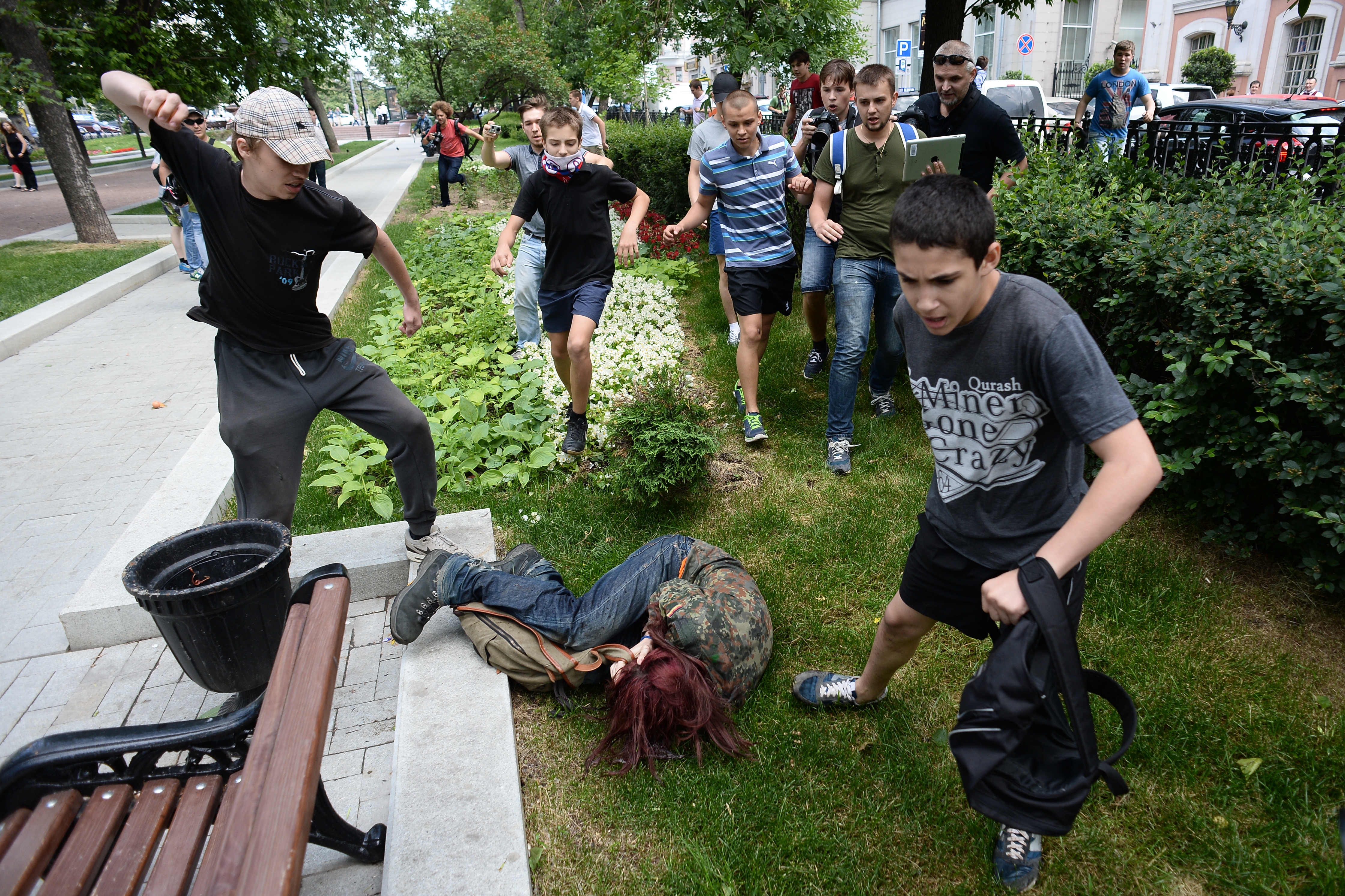
Een demonstratie tegen de antihomopropagandawet eindigde in zowel het in elkaar slaan als arresteren van de activisten (Moskou, 11 juni 2013).

De antihomopropagandawet wordt als volgt gekarakteriseerd:
Verspreiding van informatie met als doel de vorming van niet-traditionele seksuele ideeën, aantrekkelijkheid van niet-traditionele seksuele relaties, misvattingen over de sociale gelijkheid van traditionele en niet-traditionele seksuele relaties, of het opdringen van informatie over niet-traditionele seksuele relaties die daarin interesse stimuleert […].
De wet verbiedt elke vorm van uitleg over homoseksualiteit naar minderjarigen en worden niet-traditionele seksuele waarden en informatie tot het promoten van niet-traditionele seksuele relaties genoemd. In de praktijk ontstond er een algemeen verbod op het in de openbaarheid bespreken van homoseksualiteit.
De wet zorgt er voor dat boetes opgelegd worden aan iedereen die informatie verstrekt over homoseksualiteit aan jongeren onder de 18 jaar. Personen die deze wet overtreden kunnen een boete tussen 4.000 en 5.000 roebel (81 – 101 euro) krijgen, overheidsfunctionarissen kunnen een boete krijgen van 40.000 tot 50.000 roebel (812 – 1.105 euro) en voor bedrijven kan dit oplopen tot tussen de 800.000 en 1.000.000 roebel (16.240 – 20.301 euro); of het neerleggen van de werkzaamheden voor 90 dagen.
Buitenlandse bezoekers aan Rusland kunnen dezelfde boete krijgen als Russische personen die deze wet overtreden, alsmede 50 dagen in detentie worden gezet en gedeporteerd worden uit Rusland.
De belangrijkste auteur van de anti-homopropagandawet is Jelena Mizoelina, hoofd van het Comité voor Familie, Vrouwen en Kinderen in de Staatsdoema.

### Opvallende veroordelingen

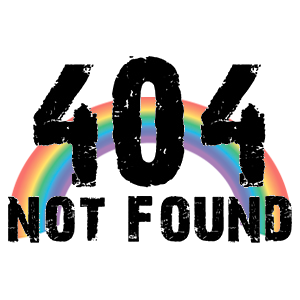
Logo van website Deti-404, een online-hulpsite die homoseksuele jongeren ondersteuning biedt. Het nummer 404 slaat op foutmelding Error 404 die gegeven wordt als een webserver niet bestaat.

De anti-homopropagandawet is al verschillende keren gebruikt om boetes op te leggen. Opvallende veroordelingen zijn van:
- Nikolaj Aleksejev en Jaroslav Jevtoesjenko, homorechtenactivisten die in 2013 werden veroordeeld nadat ze voor een kinderbibliotheek demonstreerden met spandoeken waarop stond "Homopropaganda bestaat niet. Mensen worden niet homoseksueel, ze worden homoseksueel geboren".[14]
- Aleksander Soetoerin, de hoofdredacteur van de krant Molodoi Dalnevostotsjnik uit de regio Chabarovsk, die in 2014 werd veroordeeld nadat hij een verhaal publiceerde over een leraar die werd ontslagen om zijn veronderstelde homoseksuele geaardheid.[14]
- Jelena Klimova, de oprichtster van online-hulpsite Deti-404 (Nederlands: Kinderen-404) die homoseksuele jongeren ondersteuning biedt, werd in 2015 veroordeeld.[14]
- Sergej Aleksejenko, was directeur van een Russische NGO die juridische en psychologische hulp gaf aan homoseksuelen in de havenstad Moermansk. Aleksejenko werd in 2015 veroordeeld nadat hij een 19e-eeuws gedicht plaatste over twee mannelijke geliefden op de sociaalnetwerksite VKontakte. Hij deelde ook de tekst "Kinderen! Homoseksueel zijn betekent dat je een persoon bent die dapper, sterk, zelfverzekerd en volhardend is en een sterk gevoel voor waardigheid en zelfrespect heeft". Voor het delen hiervan werd Aleksejenko veroordeeld tot een geldboete en zijn NGO werd opgerold.[14]

Daarnaast werden raadslid van GroenLinks in Groningen Kris van der Veen en twee andere Nederlanders gearresteerd voor het maken van de documentaire 5000 Roebel in Moermansk. In de documentaire wilden de filmmakers onderzoeken wat het effect is van de antihomopropagandawet op het leven van Russische homoseksuelen. Ze werden kort daarop vrijgelaten op grond van een 'procedurefout' en werden Rusland uitgezet.

### Wetsvoorstellen in andere landen
In navolging van de Russische antihomopropagandawet werden wetsvoorstellen in soortgelijke bewoordingen gedaan in andere landen uit de voormalige Sovjet-Unie. Deze hebben tot doel om homoseksualiteit onbespreekbaar te maken. In Kirgizië zijn tussen 2014 en 2016 meerdere malen wetsvoorstellen voor een antihomopropagandawet ingediend. In deze wetsvoorstellen werd echter, in tegenstelling tot de Russische situatie, gepoogd om celstraffen tot één jaar op te leggen voor personen die de wet overtreden. Tot op heden is de wetgeving echter niet ingevoerd. In Kazachstan werd eveneens gepoogd een antihomopropagandawet in te voeren, maar deze werd in 2015 door het Hooggerechtshof van Kazachstan verworpen.
De wetsvoorstellen alleen al zorgden voor een plotselinge stijging van homofobie en antihomoseksueel geweld in zowel Kirgizië als Kazachstan. Een trend die ook in Rusland te zien was.
In 2016 werd bekend dat ook Moldavië opnieuw een antihomopropagandawet probeerde in te voeren. In 2013 is een soortgelijke wet al drie maanden van kracht geweest voor deze in oktober 2013 werd verworpen door het parlement.

## Reacties

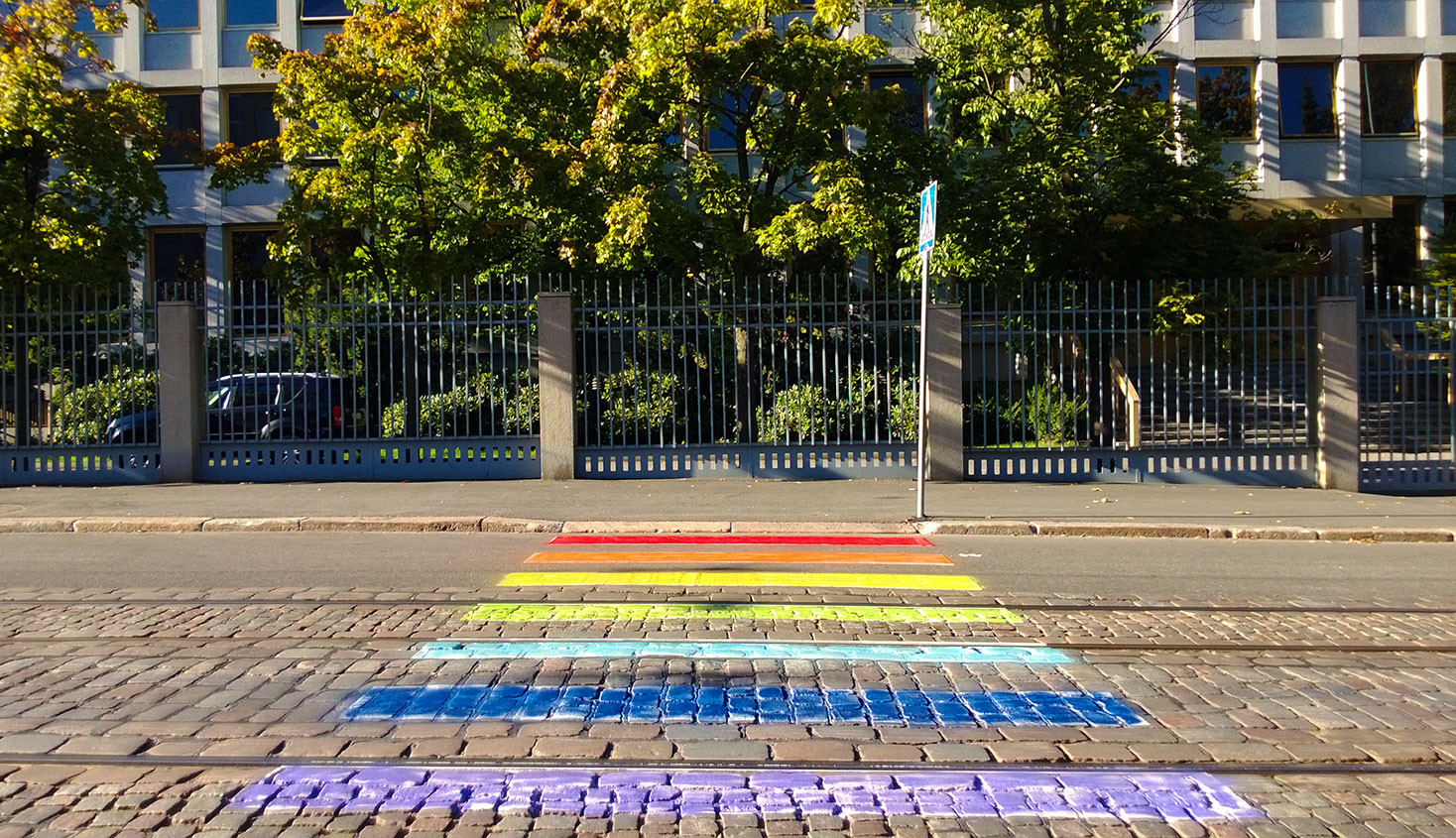
Activisten verfden een zebrapad in regenboogkleuren voor de Russische ambassade in Finland uit protest tegen de antihomopropagandawet (Helsinki, 7 september 2013).

Voorafgaand en na de invoering van de antihomopropagandawet in Rusland vonden er in veel Europese steden protestacties plaats, waaronder in Londen, Kopenhagen, Berlijn en Stockholm. Ook tijdens staatsbezoeken van Vladimir Poetin aan Nederland en Duitsland werd fel gedemonstreerd in Amsterdam en Hannover.
Daarnaast werd de antihomopropagandwet onder meer veroordeeld door de Commissie van Venetië van de Raad van Europa, toenmalig president van de Verenigde Staten Barack Obama, het Comité voor de Rechten van het Kind van de Verenigde Naties en mensenrechentenorganisaties als Human Rights Watch en Amnesty International. Op 6 september sprak Barack Obama persoonlijk met negen homorechtenactivisten na afloop van de G20-top in Sint-Petersburg en noemde hun werk van 'kritiek belang' in het scheppen van een open samenleving.
Voorafgaand aan de Olympische Winterspelen 2014 in Sotsji, sprak de voormalige secretaris-generaal van de Verenigde Naties Ban Ki-moon zich uit tegen antihomoseksueel geweld in Rusland, waarbij hij indirect de federale anti-homopropagandawet bekritiseerde.
Medestanders had de anti-homopropagandawet internationaal gezien ook. Het uit het Amerikaanse Illinois afkomstige World Congress of Families, dat internationaal opereert om antihomo- en anti-abortuswetgeving te promoten, tekende samen met vijf andere organisaties een statement om de Russische antihomopropagandawet te steunen.

## Europees Hof voor de Rechten van de Mens
In een zaak aangespannen door drie Russische homorechtenactivisten bij het Europees Hof voor de Rechten van de Mens (EHRM) werd op 20 juni 2017 geoordeeld dat de antihomopropagandawet discriminerend is en in strijd is met de vrijheid van meningsuiting. In de zaak Bajev et al. v. Rusland (procedurenummers 67667/09, 44092/12 en 56717/12), oordeelden zes rechters tegen één dat er sprake is van:
een overtreding van Artikel 10 (vrijheid van meningsuiting) van het Europees Verdrag voor de Rechten van de Mens.
een overtreding van Artikel 14 (discriminatie) in overeenstemming met Artikel 10 van het Europees Verdrag voor de Rechten van de Mens.
Het Hof concludeert dat de juridische bewoordingen in de wet vaag zijn en dat de uitvoering als gevolg daarvan arbitrair is. Bovendien stelden zij dat de wet discriminerend geformuleerd is en in zijn geheel geen legitiem publiek belang dient. Daarnaast concluderen zij dat de autoriteiten zorgen voor het toenemen van stigma en vooroordelen omtrent homoseksualiteit en daarmee homofobie aanmoedigen.
Rusland liet echter weten in beroep te gaan tegen de uitspraak.